# باشگاه فوتبال واپدا
باشگاه فوتبال واپدا لاهور به عنوان بخش فوتبال سازمان توسعه آب و برق فعالیت می‌کند. این باشگاه در لاهور، پنجاب، پاکستان مستقر است. این باشگاه قبلاً در مسابقات قهرمانی ملی فوتبال و لیگ برتر پاکستان رقابت می‌کرد. این باشگاه مرتباً در جام چالش ملی پاکستان شرکت می‌کند.
باشگاه فوتبال واپدا هشت بار قهرمان پاکستان شده و چهار عنوان قهرمانی در لیگ برتر پاکستان را کسب کرده است. آنها اولین عنوان قهرمانی لیگ خود را در سال ۱۹۸۳ با شکست دادن حبیب بانک به دست آوردند و این افتخار را در سال ۱۹۹۱ تکرار کردند. در سال ۲۰۰۱، آنها با غلبه بر آزمایشگاه‌های تحقیقاتی خان، سومین عنوان قهرمانی خود را کسب کردند و در سال ۲۰۰۳ با شکست دادن پاکستان آرمی، عنوان قهرمانی خود را حفظ کردند. در سال ۲۰۰۴ در لیگ برتر پاکستان که به روز رسانی شده بود، آنها با قرار دادن پاکستان آرمی در جایگاه دوم در بازی تعیین کننده روز آخر، قهرمان افتتاحیه شدند.
بزرگترین دستاورد آنها در فصل ۰۸–۲۰۰۷ رقم خورد، زمانی که پس از شکست دادن پاکستان آرمی در روز پایانی، فصل را بدون شکست به پایان رساندند. آنها تنها باشگاه پاکستانی هستند که فصل را بدون شکست به پایان رساندند و عنوان شکست‌ناپذیران را به دست آوردند.